# Canandaigua Lake
Der Canandaigua Lake ist der viertgrößte See der Finger Lakes im US-Bundesstaat New York.
Die Stadt Canandaigua liegt am nördlichen Seeufer. Der Ort Naples liegt wenige Meilen südlich des Sees. Der See entstand als Moränensee am Ende der letzten Eiszeit. Der Name „Canandaigua“ leitet sich von einem Seneca-Wort ab, das „ausgewählter Ort“ bedeutet.
Der Canandaigua Lake ist 26 km lang, bis zu 2,4 km breit und besitzt eine Wasserfläche von 43,5 km² auf 210 m Höhe.
Nahe seinem Nordende liegt die Insel Squaw Island. Etwa 50 Prozent des Umlands sind Wald. Die restliche Fläche wird überwiegend landwirtschaftlich genutzt.
Von den 58 km Uferlinie befinden sich 97 % in Privatbesitz. Der Canandaigua Lake State Marine Park befindet sich in den Grenzen der City of Canandaigua am nördlichen Seeende. Er bietet eine Anlegestelle und Zugang zum See. Die Angelsaison geht von Mai bis Mitte Oktober.

## Geschichte
Das erste Dampfschiff in der Finger-Lakes-Region war die Enterprise. Diese wurde 1825 auf Kiel gelegt. Die Dampfschifffahrt auf dem Canandaigua Lake begann 1827 mit der Lady of the Lake und endete 1935, als die Idler den Passagierbetrieb einstellte. Es gab 14 größere Boote, die damals kommerziell auf dem See im Einsatz waren.
Heute setzt die Canandaigua Lady, die Replik eines Doppeldeck-Raddampfers des 19. Jahrhunderts, die Tradition fort. Die Indianer und die weißen Siedler schlossen nördlich des Sees den Treaty of Canandaigua. Das entsprechende Dokument findet sich im Memorial Museum. Im Umland des Sees haben viele Familien aus dem nahe gelegenen Rochester einen Zweitwohnsitz.

## Squaw Island
Squaw Island liegt am nördlichen Ende des Canandaigua Lake. Es handelt sich dabei um das kleinste Fish and Wildlife Management Area in New York State und ist eine der beiden Inseln der elf Finger-Lakes-Seen.

## Sehenswertes
Der Sonnenberg Gardens and Mansion State Historic Park liegt am nördlichen Seeufer. Die County Road 12 führt vom Südende des Sees nach  Naples und bietet schöne Blicke auf den See, insbesondere im Herbst. Ebenfalls entlang der Straße liegt der neue South Bristol Overlook.